# Boceanivka (Kovalivka), Poltava
Boceanivka (în ucraineană Бочанівка) este un sat în comuna Kovalivka din raionul Poltava, regiunea Poltava, Ucraina.

## Demografie
Componența lingvistică a localității Boceanivka
     Ucraineană (93,56%)
     Rusă (4,92%)
     Română (1,14%)
Conform recensământului din 2001, majoritatea populației localității Boceanivka era vorbitoare de ucraineană (93,56%), existând în minoritate și vorbitori de rusă (4,92%) și română (1,14%).